# Llista de catenae de Ceres
En aquest article només es mostra els noms oficials aprovats per l'International Astronomical Union (IAU).
Aquesta és una llista de catenae amb nom de (1) Ceres, un planeta nan descobert el 1801 per l'astrònom italià Giuseppe Piazzi (1746-1826). Tots els catenae han estat identificats durant la missió de la sonda espacial Dawn, l'única que ha arribat fins ara a Ceres.

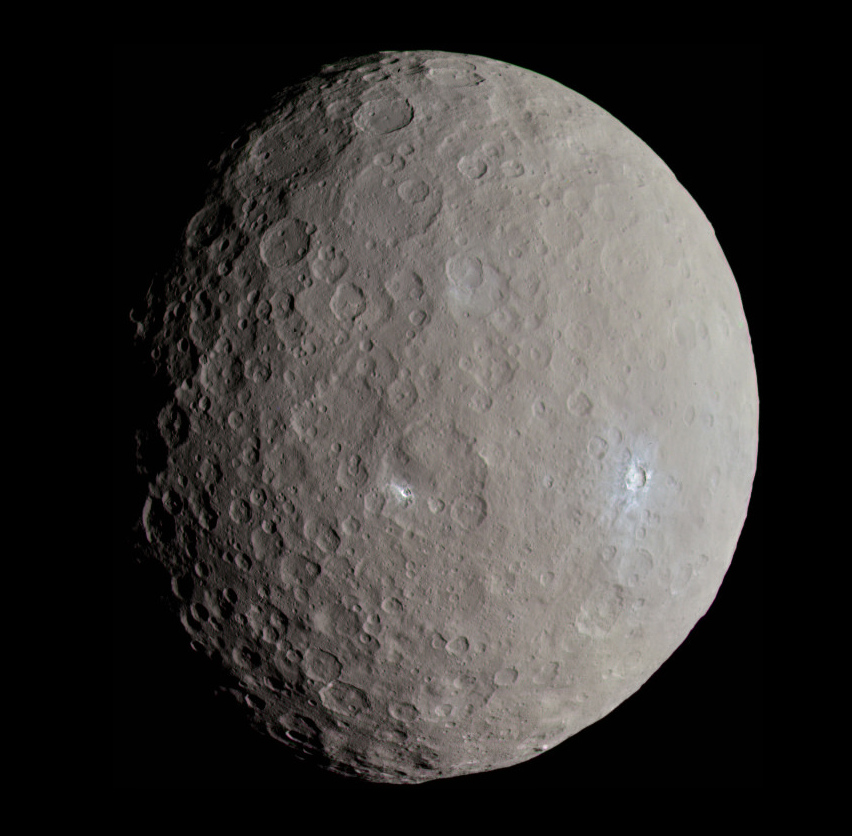
Imatge de Ceres (color veritable) realitzada per la sonda espacial Dawn a 13.641 km de distància, 2015.
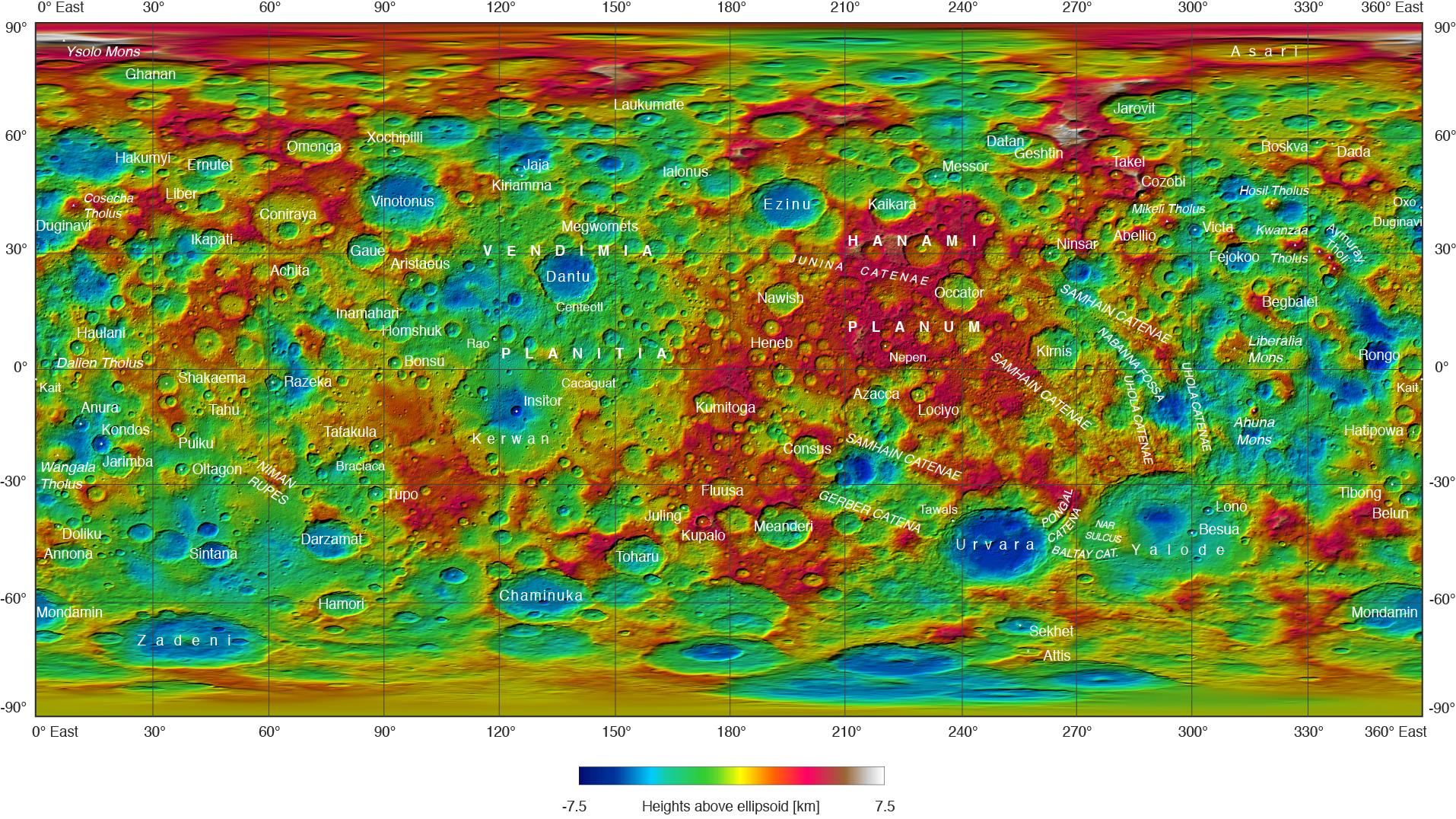
Mapa topogràfic de Ceres, 2016

## Llista
Els catenae de Ceres porten els noms de festivitats associades a l'agricultura.
La latitud i la longitud es donen com a coordenades planetogràfiques amb longitud oest (+ Oest; 0-360).
| Catena          | Coordenades                              | Diàmetre (km) | Epònim                                                                                            | Ref.  |
| --------------- | ---------------------------------------- | ------------- | ------------------------------------------------------------------------------------------------- | ----- |
| Baltay Catena   | 49° 20′ S, 85° 31′ O / 49.34°S,85.51°O   | 83,50         | Baltay - Festival agrícola mordovià.                                                              | WGPSN |
| Gerber Catena   | 38° 18′ S, 144° 30′ O / 38.3°S,144.5°O   | 100,00        | Gerber - Festival després de la sembra primaveral dels udmurts.                                   | WGPSN |
| Junina Catenae  | 26° 03′ N, 145° 04′ O / 26.05°N,145.06°O | 263,00        | Junina - Festival rurals brasiler al final de la temporada de pluges.                             | WGPSN |
| Pongal Catena   | 37° 22′ S, 92° 20′ O / 37.37°S,92.34°O   | 95,50         | Pongal - Festival de la collita dels tàmils.                                                      | WGPSN |
| Samhain Catenae | 2° 45′ S, 107° 09′ O / 2.75°S,107.15°O   | 715,00        | Samhain - Festival al final de la temporada de la collita dels gal·lesos, irlandesos i escocesos. | WGPSN |
| Uhola Catenae   | 10° 39′ S, 73° 20′ O / 10.65°S,73.34°O   | 400,00        | Uhola - Festival de la collita entre els pobles de Nigèria.                                       | WGPSN |